# 프랜시스 앨런
프랜시스 앨리자벳 앨런(Frances Elizabeth "Fran" Allen, 1932년 8월 4일 ~ 2020년 8월 4일)은 미국의 컴퓨터 과학자이자 컴파일러 최적화 분야의 개척자이다. 최초의 여성 IBM 펠로우였으며 2006년에는 튜링상을 수상한 최초의 여성이다. 그녀는 컴파일러의 주요 작업, 프로그램 최적화 및 병렬화가 포함 분야에서 업적을 남겼다. 2002년부터 IBM의 명예 연구원(Fellow Emerita)로 있다.

## 교육 및 초기 생활
앨런은 뉴욕 페루의 한 농장에서 자랐다. 뉴욕 주립 교육대학 (현 올버니 대학교의 일부)에서 1954년 수학으로 학사학위를 받고 고향 페루에서 교사 생활을 보냈다. 2년 후 그녀는 미시간 대학교에 입학하여 1957년 수학 석사학위를 받았다.

## 경력 및 연구
학자금 채무 상황을 해결하기 위해 앨런은 1957년 프로그래머로 뉴욕 포킵시에 있는 IBM 리서치에 입사하여, 신규 직원들에게 포트란의 기초를 가르치는 업무를 맡았다. 채무 상황이 해결되면 교직으로 복귀할 예정이었으나, 그녀는 결국 45년 동안 IBM에 계속 재직하게 되었다. 1959년에 미국 국가안보국에서 코드 브레이킹 프로젝트에 배정되어, Alpha라는 프로그래밍 언어로 작업했다. 그녀는 Harvest와 Stretch 프로젝트에서 컴파일러 최적화 팀을 관리했다. 1960년대에 그녀는 ACS-1 프로젝트에, 1970년대에는 PL/I에 공헌하였다. 1970년부터 1971년까지 뉴욕 대학교에서 안식년을 보냈으며 몇 년 동안 겸임 교수로 활동했다. 그후 다음 안식년인 1977년, 스탠포드 대학으로 이동했다.
앨런은 1989년에 최초의 여성 IBM 펠로우가 되었다. 그녀는 2002년 IBM에서 퇴직했으나, 명예 펠로우(Fellow Emerita)로 회사와의 관계를 유지하고 있다. 2007년에 IBM Ph.D. 펠로우쉽상이 그녀를 기리기 위해 만들어졌다.

### 선정 출판물
그녀의 논문은는 다음과 같다.
- Allen, Frances E. and John Cocke. “A catalogue of optimizing transformations,” in Randall Rustin (ed.), Design and Optimization of Compilers (Prentice-Hall, 1972), 1-30.
- Allen, Frances E., “Interprocedural data flow analysis,” Proceedings of Information Processing 74, IFIP, Elsevier / North-Holland (1974), 398-402.
- Allen, Frances E. and J. Cocke, “A program data flow analysis procedure,” Communications of the ACM, Vol. 19, Num. 3 (March 1976), 137-147.
- Allen, Frances E. et al., “The Experimental Compiling System,” IBM Journal of Research and Development, Vol. 24, Num. 6, (November, 1980), 695-715.
- Allen, Frances E., “The history of language processor technology at IBM,” IBM Journal of Research and Development, Vol. 25, Num. 5 (September 1981), 535-548.

### 수상 및 영예

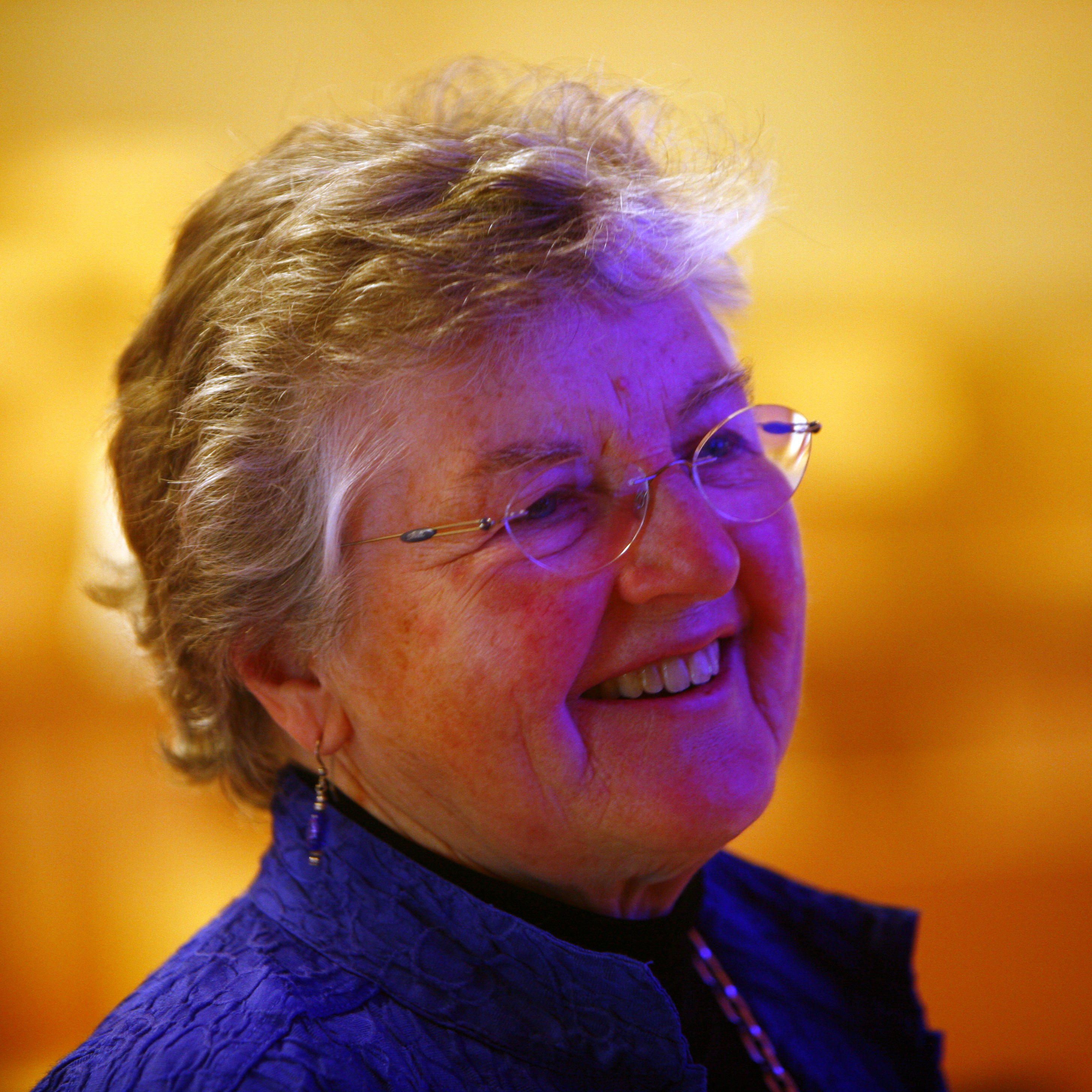
2008년 5월 6일 EPFL에서 Erna Hamburger Distinguished Lecture Award를 수상한 앨런의 초상

알렌은 IEEE 및 ACM의 펠로우이다. 2000년 그녀는 "병렬 컴퓨터를 위한 프로그램 최적화 및 컴파일에 기여한" 공로로 컴퓨터 역사 박물관의 펠로우로 선정되었다. 그녀는 1987년에 국립 공학 아카데미, 2001년에 미국 철학 협회,, 2010년에는 국립 과학 아카데미에 선정되었다. 그녀는 1994년에 미국 예술 과학 아카데미의 연구원으로 지명되기도 했다.
1997년 IEEE 컴퓨터 협회 Charles Babbage Award를, 2004년 IEEE 컴퓨터 협회 Computer Pioneer Award를 수상했다. 1997년에 앨런은 WITI 명예의 전당에 입성했다. 그녀는 2002년 여성 컴퓨팅 협회로부터 Augusta Ada Lovelace Award를 수상했다. 2004년 Anita Borg Institute의 ABIE 기술 리더십 상을 수상했다.
2006에 수상한 튜링상을 통해 앨런은 고성능 컴퓨팅 분야에서 일한 공로를 인정받았다. 튜링상의 40여년의 역사 가운데 최초의 여성 수상자가 되었으며, 이는 컴퓨터 과학 부문에서 노벨상에 필적하는 것으로 간주된다. 그녀는 수상 소감에서 "과학, 컴퓨팅 및 엔지니어링 분야의 여성들에게 더 많은 기회"가 돌아갈 것을 기대했다.
2009년에 그녀는 맥길대학교로부터 "현대 최적화 컴파일러 및 자동 병렬 실행을 위한 토대를 마련한 컴파일러 기술 최적화 이론 및 실천에 대한 선구자적 기여" 로 명예 과학 박사 학위를 수여받았다.

## 사생활
앨런은 1972년 NYU 교수 Jacob T. Schwartz 와 결혼했었다.